# Eutaw
Eutaw − miasto w południowo-wschodniej części Stanów Zjednoczonych, w Alabamie, stolica hrabstwa Greene.

## Demografia
- Liczba ludności: 2761 (2023)[1]
- Gęstość zaludnienia: 233,98 os./km²
- Powierzchnia: 11,8 km²